# 丘米利亚斯
丘米利亚斯，是西班牙卡斯蒂利亚-拉曼恰昆卡省的一个市镇。总面积40平方公里，总人口48人（2001年），人口密度1人/平方公里。